# Maccabi Habik'a
El Maccabi Habik'a, o también B.C. Habik'a, (Hebreo: מכבי הבקעה) es un club de baloncesto de Israel. Originalmente era de la localidad de Bikat Ono, pero posteriormente se trasladó a Ganei Tikva y juega en la Ligat ha'Al de Israel.
El club ascendió a la BSL en 1998. En 2007 descendió a la Liga Leumit, pero en una sola temporada recuperó la categoría, que volvió a perder la temporada siguiente. En 2011 recuperó nuevamente la máxima categoría.

## Palmarés
- Campeón de la Liga Leumit (2): 2010, 2011